# Albatros (obóz przejściowy)
Obóz przejściowy Albatros (niem. Zivilgefangenenlager Albatros) – niemiecki nazistowski obóz przejściowy dla cywilnych jeńców wojennych narodowości polskiej i żydowskiej, istniejący w Pile od września do grudnia 1939.
Obóz został założony z polecenia Głównego Urzędu Bezpieczeństwa Rzeszy przez pilską policję Staatspolizeistelle Schneidemühl we wrześniu 1939 w hali zamkniętych zakładów lotniczych Albatros. Aresztowań dokonywali funkcjonariusze gestapo. Więźniowie umieszczani w obozie pochodzili z pobliskich miejscowości, m.in. z Kaczor, Śmiłowa, Chodzieży, a także z ościennych województw oraz z Warszawy i Torunia.
W obozie umieszczano polskich nauczycieli, Niemców pochodzenia polskiego oraz Polaków pochodzenia żydowskiego. Dużą grupę wśród więźniów stanowili duchowni katoliccy, którzy byli najgorzej traktowani ze wszystkich jeńców. Komendant obozu oraz strażnicy więzienni szykanowali więźniów oraz znęcali się nad nimi fizycznie.
Obóz znajdował się w hali, zajmującej powierzchnię 150 m², przedzieloną na trzy części drucianą siatką. Halę miał ogrzewać żeleźniak, który stał na środku pomieszczenia. Więźniowie spali na betonowej posadzce okrytej jedynie słomą, w wydzielonych bocznych częściach. Przed wejściem do hali mieściła się latryna oraz wanna z nigdy niezmienianą wodą. Teren obozu ogrodzony był drutem kolczastym. W środkowej części hali ulokowane były posterunki wartownicze, jak i przed halą. Kiepskie warunki sanitarne powodowały, iż więźniowie często zapadali na dur brzuszny i biegunkę, mieli wszawicę. Racje żywieniowe były skąpe, na jednego więźnia dziennie przypadała kawa, 200 g chleba oraz zupa.

Jeńcy zmuszani byli do pracy w pilskich zakładach przemysłowych oraz majątkach ziemskich w pobliskich miejscowościach. 
Przez obóz przejściowy przewinęło się około pół tysiąca więźniów, którzy po selekcji byli wysyłani przeważnie do obozu w Sachsenhausen. Żydów wywożono do obozów znajdujących się na terenie Wielkopolski i Pomorza.
Likwidacja obozu nastąpiła 6 grudnia 1939 na wniosek niemieckich mieszkańców Piły, którzy obawiali się rozprzestrzenienia się chorób. 
W Pile, na rogu ulic Lotniczej i Wojska Polskiego w pobliżu miejsca, gdzie znajdował się obóz przejściowy stoi pomnik ku czci więźniów Albatrosa.